# Sematophyllum microcladioides
Sematophyllum microcladioides är en bladmossart som beskrevs av Brotherus 1925. Sematophyllum microcladioides ingår i släktet Sematophyllum och familjen Sematophyllaceae. Inga underarter finns listade i Catalogue of Life.